# Centistes scymni
Centistes scymni är en stekelart som beskrevs av Charles Ferrière 1954. Centistes scymni ingår i släktet Centistes och familjen bracksteklar. Inga underarter finns listade.